# Hieda no Are
Hieda no Are (jap. 稗田 阿礼) war ein japanischer Erzähler (katari) des siebenten und achten Jahrhunderts und vermutlich Angehöriger der Rezitatorengilde (katari-be), deren Aufgabe der Vortrag traditioneller Texte bei höfischen Zeremonien war.
Über die Lebensumstände Hieda no Ares ist nur wenig bekannt, es ist sogar umstritten, ob es sich um einen Mann oder eine Frau handelte. Er war Hofmann (toneri) bei Kaiser Temmu, der von 672 bis 686 regierte, was auf ein Geburtsjahr Hieda no Ares um 650 schließen lässt. Die Position des Hofmanns war Männern vorbehalten, worauf sich die Annahme, dass es sich bei Hieda um einen Mann handelte, stützt. Für die Annahme, dass es sich bei Hieda um eine Frau handelte, spricht hingegen sie Annahme, dass man sie zum Sarume-no-kimi Klan rechnet, der viele Frauen an den Hof entsandte.
Im Jahr 712, unter der Herrschaft der Kaiserin Gemmei, zeichnete der Hofgelehrte Ō no Yasumaro (Futo no Yasumari no Ason) nach dem mündlichen Vortrag Hieda no Ares das Kojiki auf, welches die Mythologie und Frühgeschichte Japans beschreibt und die erste umfangreiche schriftliche Quelle der japanischen Literaturgeschichte ist. Ob Hieda no Are hierbei auf ältere schriftliche Quellen oder rein mündliche Traditionen zurückgriff, ist nicht bekannt.